# Buchnera bangweolensis
Buchnera bangweolensis är en snyltrotsväxtart som beskrevs av R. E. Fries. Buchnera bangweolensis ingår i släktet Buchnera och familjen snyltrotsväxter. Inga underarter finns listade i Catalogue of Life.